# Nina Otkalenko
Nina Otkalenko (geboren Pletnjova) (Koersk, 23 mei 1928––13 mei 2015) was een atleet uit Sovjet-Unie.
In de periode 1951-1955 verbeterde ze vijf maal het wereldrecord op de 800 meter. Ook liep ze in 1952 een nieuw wereldrecord op de 1500 meter, en in 1954 op de 400 meter.
Op de Europese kampioenschappen atletiek 1954 loopt ze naar de gouden medaille op de 800 meter.
In mei 2015 overlijdt Otkalenko na een lang ziekbed.
- World Athletics: 14420495